# Zirkuskind (Film)
Zirkuskind (englischer Festivaltitel Circusboy) ist ein deutscher Dokumentarfilm mit Animationen für Kinder unter der Regie von Julia Lemke und Anna Koch aus dem Jahr 2025. Der Film feierte im Februar 2025 auf der Berlinale seine Weltpremiere in der Sektion Berlinale Generation Kplus und erhielt bei der Auswahl der Jugendjury für den Gläsernen Bären eine Lobende Erwähnung.

## Handlung
Der elfjährige Santino wächst in einer Zirkusfamilie auf. Diese zieht mit ihren Tieren von Ort zu Ort. Santinos Uropa ist einer der letzten großen Zirkusdirektoren Deutschlands und erzählt seinem Urenkel von den Vorfahren, von waghalsigen Kunststücken, Schlangenmenschen und Elefantenbullen, von Gefahren und Freiheit. Der Film lässt das Leben der letzten Nomaden Deutschlands lebendig werden und zeigt es zwischen Magie und Realismus in Form eines dokumentarischen Roadmovies.

## Produktion

### Filmstab
Regie führten Julia Lemke und Anna Koch, die Animationen stammen von Magda Kreps und Lea Majeran.
Gedreht wurde mit Familie Frank und dem Team des Circus Arena.

### Produktion und Förderungen

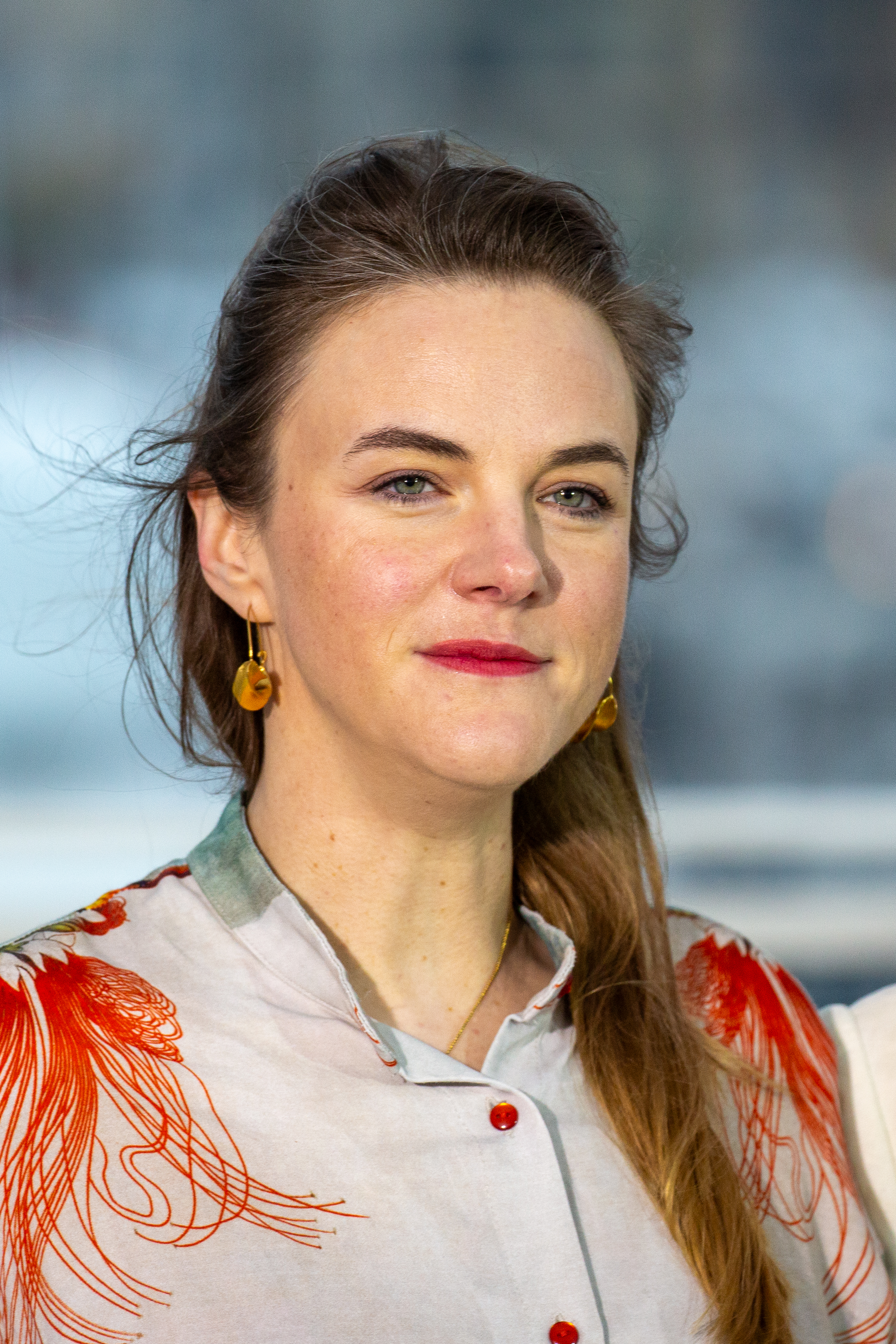
Produzentin Katharina Bergfeld

Produziert wurde der Film von Katharina Bergfeld, Produktionsfirma war die Flare Film GmbH, Berlin. Koproduzenten waren der Hessische Rundfunk, der Mitteldeutsche Rundfunk und der Südwestrundfunk.
Von der Initiative Der besondere Kinderfilm wurde die Stoffentwicklung im Mai 2021 mit 25 000 Euro gefördert. Vom Deutschen Filmförderfonds (DFFF) kamen 139 200 Euro im Rahmen der Produktionsförderung Kino, Hessenfilm und Medien unterstützten im Januar 2023 die Produktion mit 120 000 Euro und die Stiftung Kuratorium junger deutscher Film im Dezember 2022 mit 325.000 Euro.

### Dreharbeiten und Veröffentlichung
Die Dreharbeiten begannen im Juni 2023. Gedreht wurde in Hessen, Thüringen, Sachsen-Anhalt und Brandenburg.
Der Film soll im Februar 2025 auf der Berlinale seine Weltpremiere in der Sektion Berlinale Generation Kplus feiern. Im April 2025 wurde er beim Lichter Filmfest vorgestellt. Im September 2025 wird er bei der Filmkunstmesse Leipzig gezeigt. Kinostart in Deutschland ist voraussichtlich im Herbst 2025.
Der Verleih und Vertrieb läuft über Across Nations Filmverleih GmbH.

## Auszeichnungen und Nominierungen
- 2025: Internationale Filmfestspiele Berlin: Lobende Erwähnung bei der Auswahl der Jugendjury für den Gläsernen Bären